# Oropédio Lassithiú

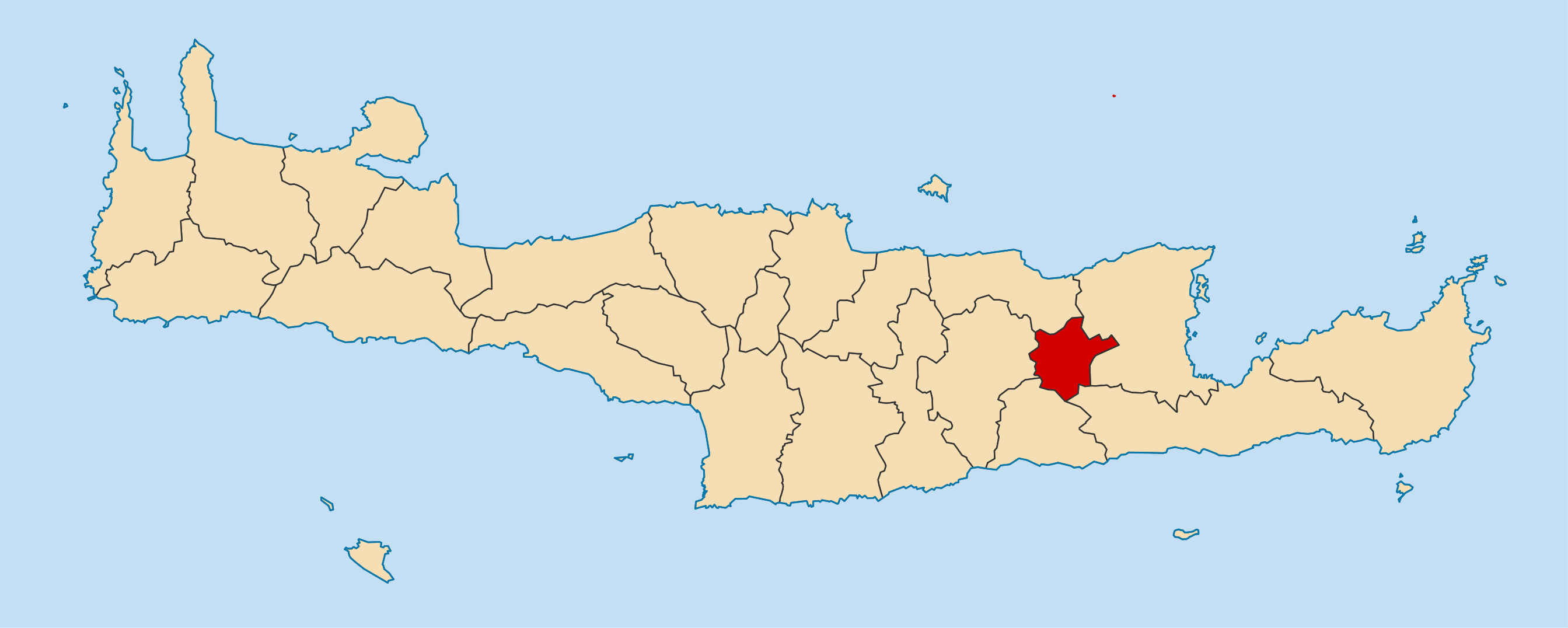
L'actual municipi d'Oropédio Lassithiú a Creta

Oropédio Lassithiú (grec Οροπέδιο Λασιθίου, normalment transliterat Oropedio Lasithiou, literalment altiplà de Lassithi) és un municipi de l'interior de l'illa grega de Creta, a la prefectura de Lassithi. Té una població d'uns 3.000 habitants. La capital del municipi és Tzermiado.
Es tracta d'un fèrtil altiplà d'uns 100 km² a una altitud mitjana de 840 m sobre el nivell del mar, una de les poques àrees permanentment habitades en aquesta altitud al Mediterrani, al peu de les muntanyes del Dikti. L'activitat econòmica principal n'és l'agricultura i la ramaderia.

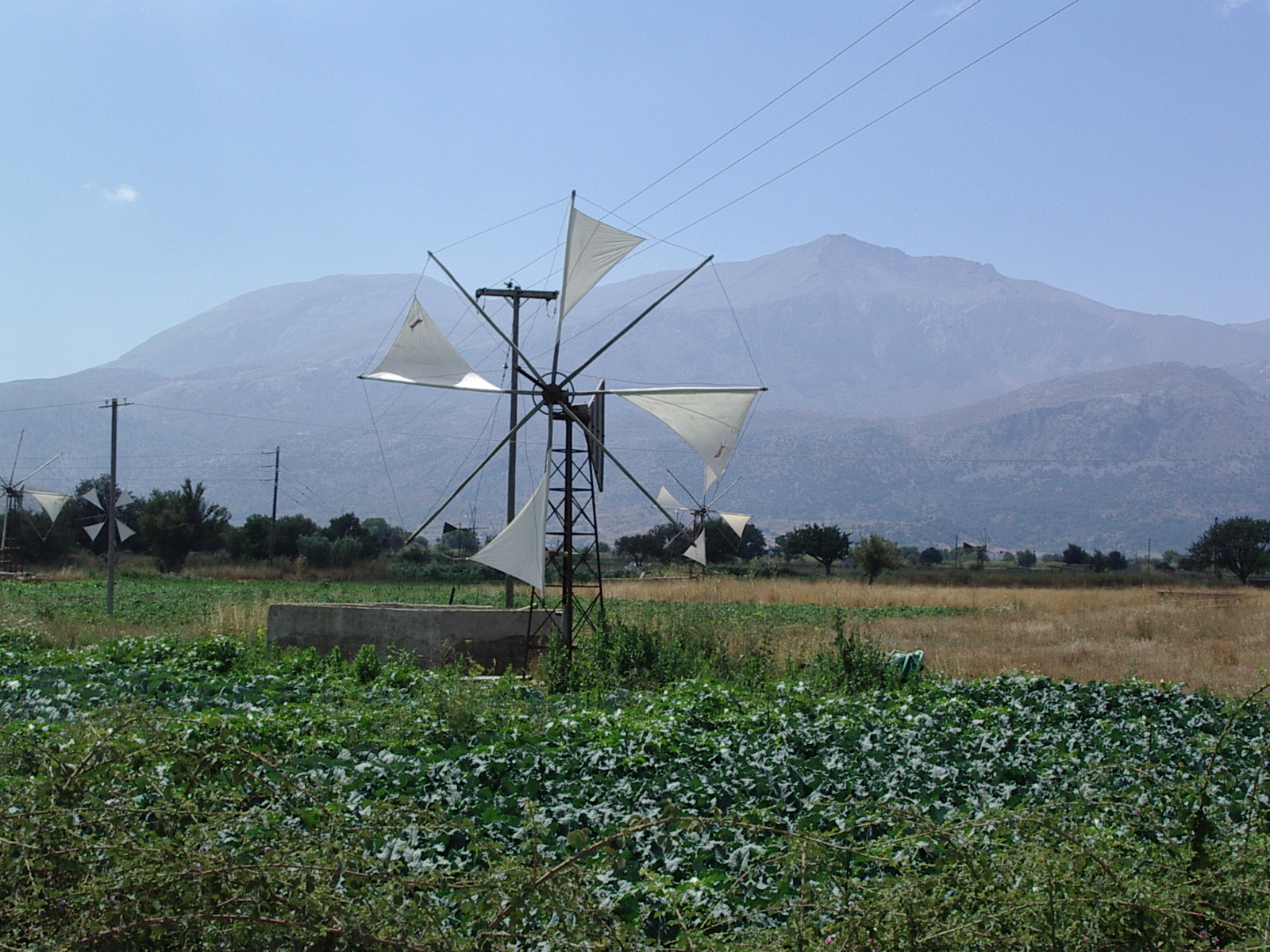
Molins de vent típics de l'altiplà de Lassithi

Al poble de Psikhro (Psychro) hi ha la cova de Dicte (grec Δικταίον Άντρον), que segons la mitologia grega era el bressol de Zeus.

## Història
La zona ha estat habitada d'una manera continuada des del Neolític, a l'època minoica, i a l'època dòrica. Durant la dominació veneciana i durant dos segles, des del 1293, per les freqüents revoltes i la forta resistència, els pobles van ser demolits, els cultius prohibits, i els nadius van ser obligats a abandonar la zona sota pena de mort.
Al segle XV els governants venecians van permetre als refugiats del Peloponès assentar-se a la plana i tornar a conrear la terra. Per garantir bones collites, els venecians van fer construir un sistema de rec que encara està en ús, i que omplia el paisatge de la plana amb molins de vent de veles blanques. Avui molts d'aquests molins han estat substituïts per moderns motors dièsel o elèctrics.

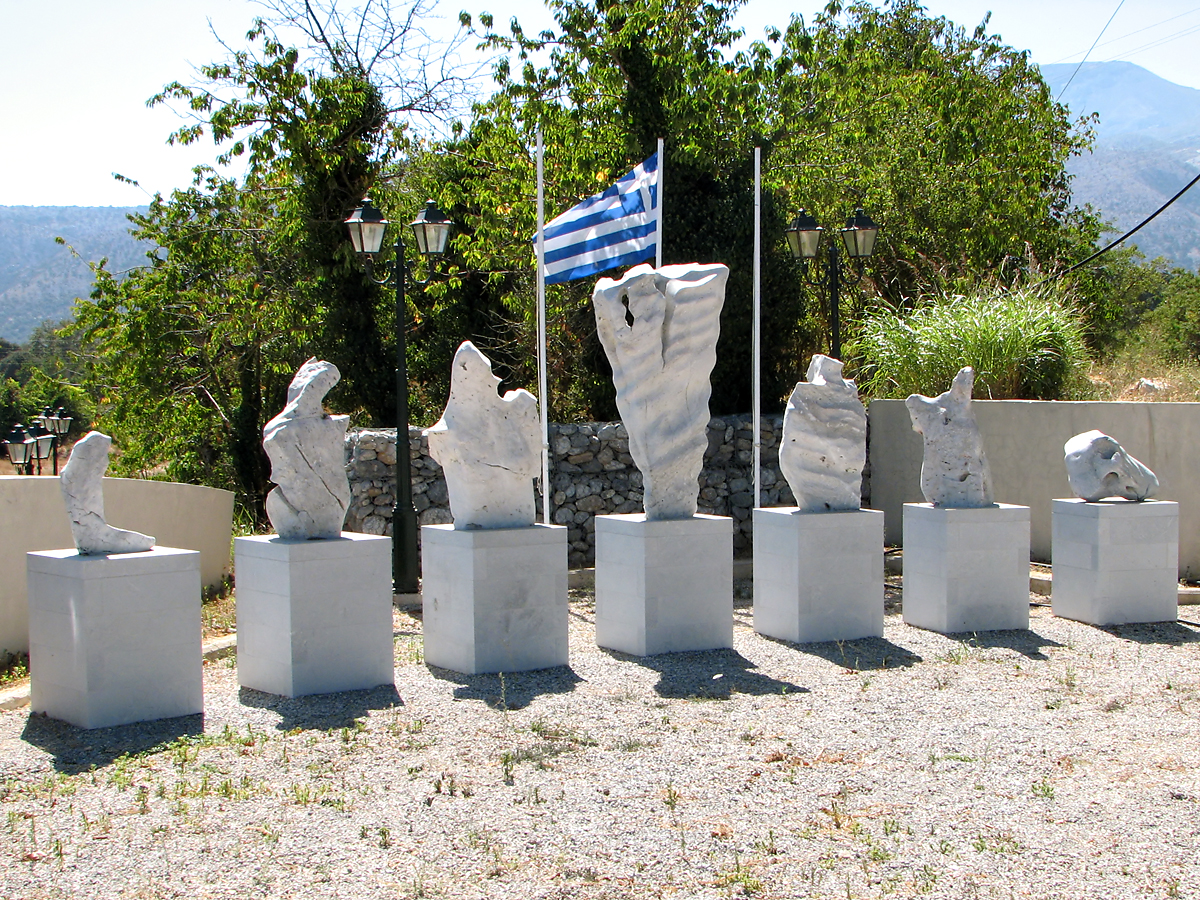
Monument a la revolta de 1867

Durant la Guerra d'independència de Grècia, el gener de 1823 un exèrcit otomà va matar o expulsar la majoria de residents que no havien fugit a les muntanyes. El maig de 1867 durant la gran revolta de Creta una altra vegada un exèrcit otomà va expulsar els rebels a les faldes del mont Dikti, i la majoria de residents van ser morts o esclavitzats, els pobles arrasats i les collites destruïdes. També van demolir el monestir de Kroustalenia, que havia estat la seu del comitè revolucionari.